# 山本亮 (陸上選手)
山本 亮（やまもと りょう、1984年5月18日 - ）は、日本の元男子陸上競技選手で、専門は長距離走・マラソン。2012年ロンドンオリンピック男子マラソン日本代表（40位）。現在は中央大学陸上競技部コーチ。

## 人物
1984年5月、兵庫県神戸市西区出身。神戸市立西神中学校、兵庫県立長田高等学校を経て、中央大学法学部卒業。中央大学時代には三大大学駅伝（東京箱根間往復大学駅伝競走、出雲全日本大学選抜駅伝競走、全日本大学駅伝）に出場している。なお箱根駅伝へは過去3回出走し、特に大学4年時に主将を務めた2007年の第83回箱根駅伝で5区の急激な山登りを走った際には、4区走者のブレーキで順位を大幅に落とした後をリカバリーする区間3位の快走を見せ、往路14位と盛り返して最終的に総合8位とシード権を確保する原動力となっている。
中学で陸上を始め、1500mで県大会を優勝し、全国大会にも出場した。陸上の強豪校からの誘いもあったが、高校では文武両道を実践し、将来教員になることを考えていたため、地元の長田高校に進学した。大学は地元の神戸大学への進学を考えて勉強していたが、箱根駅伝への憧れが強かったため、中央大学法学部へ進学。中央大学在学中は、陸上部に所属し箱根駅伝で三度完走する一方、当初の目標であった教員免許取得のための勉強も欠かさなかったため、中学校の社会、高校の地理の教員免許を取得している。
中央大学卒業後は佐川急便に入社。社会人となって以後は関西実業団駅伝で2度の区間賞獲得。2010年の日本陸上競技選手権大会男子10,000mで4位となるなど地力アップに努めた。
初マラソンは2009年8月の北海道マラソンで、優勝したダニエル・ジェンガ（ケニア・ヤクルト）に7秒差の2位と健闘。しかし、翌2010年2月の東京マラソン2010は振るわず22位に終わり、2011年8月の北海道マラソンも5位に留まった。
2012年3月、第67回びわ湖毎日マラソンに一般参加選手として出場。レース前半はトップグループで食らいつき、25km過ぎで先頭集団から遅れ始めるも、マイペースを保ちながらレース後半勝負に全てを賭ける戦法で順位を上げる。その後30kmを過ぎてから、世界陸上大邱大会（男子マラソン）7位入賞の堀端宏行（旭化成）など先行走者を次々と抜いていき、残り1kmを切って世界陸上大邱大会10位の中本健太郎（安川電機）との競り合いとなった。そしてゴール直前の皇子山陸上競技場でのトラック勝負で中本を抜き去り、自己記録の2時間8分44秒で総合4位、日本人トップでフィニッシュ。この成績が評価されて同年3月12日、ロンドンオリンピック男子マラソン日本代表に初選出された（ほか藤原新・中本健太郎の3人がロンドン五輪男子マラソン日本代表に選出。堀端宏行は補欠となった）。
またBerryz工房と℃-uteのファンであり、グループでは矢島舞美が一推し である。
しかし、期待された2012年8月開催のロンドン五輪男子マラソン本番では、レース前半からの高速ペースについていけず、12Km地点以降辺りからズルズルと後退。終盤に入ってから、極端に失速した藤原新ら数人を追い越したものの、結局40位のゴールインと不本意な成績に終わった（中本が6位入賞、藤原は45位）。
世界陸上モスクワ大会男子マラソン代表を目指し、同年3月のびわ湖毎日マラソンに2年連続で出場。36km過ぎまで先頭集団に食らいつくも37km手前でペースダウン。日本人では藤原正和（日本男子首位・4位）に15秒遅れの5位に留まり、タイムも2時間9分台と自己記録を更新できず、世界陸上初選出もならなかった。2014年は海外のフルマラソン2レースに出走（ウィーン・ベルリン）し、成績共に日本男子では首位だったが、サブテン（2時間10分未満）の記録には届かなかった。
国内のフルマラソンでは約2年ぶりとなる、2015年2月東京マラソン2015（世界陸上北京大会男子マラソン選考会）に出場したが、25Km付近で優勝争いから脱落し、結局日本男子トップの今井正人（7位）から約5分遅れの17位に終わった。2016年3月開催のびわ湖毎日マラソン（リオデジャネイロオリンピック男子マラソン最終選考会）にエントリーしたが、左足アキレス腱の故障で欠場を表明。これによりロンドン大会に続く、ニ大会連続の五輪男子マラソン日本代表入りは絶望となった。
2016年8月の北海道マラソンで10位に入ったが、これが結果的に山本の現役選手として最後のフルマラソン出場となった。
2018年3月22日に現役引退を表明、同年4月1日付で母校の中央大学陸上部・長距離コーチに就任することを同大学が発表（当陸上部の監督は4学年先輩の藤原正和）。
元立教大学陸上部監督の上野裕一郎は1学年下の後輩にあたる。

## 自己ベスト
- 1500m：3分49秒8（2004年6月13日・中央大学記録会）
- 5000m：13分54秒96（2008年4月5日・金栗記念選抜陸上・中長距離熊本大会）
- 10000m：28分13秒23（2013年6月29日・ホクレンディスタンスチャレンジ第2戦深川大会）
- ハーフマラソン：1時間1分54秒（2012年2月5日・香川丸亀国際ハーフマラソン）
- フルマラソン：2時間8分44秒（2012年3月4日・びわ湖毎日マラソン）

## マラソン全成績
| 年月日        | 大会                     | 順位 | 記録          | 備考                                           |
| ------------- | ------------------------ | ---- | ------------- | ---------------------------------------------- |
| 2009年8月30日 | 北海道マラソン           | 2位  | 2時間12分10秒 | 初マラソン・日本男子ではトップ                 |
| 2010年2月28日 | 東京マラソン2010         | 22位 | 2時間22分32秒 | 広州アジア競技大会選考レース                   |
| 2011年8月28日 | 北海道マラソン           | 5位  | 2時間16分49秒 | .                                              |
| 2012年3月4日  | びわ湖毎日マラソン       | 4位  | 2時間08分44秒 | 自己記録・日本人トップ・ロンドン五輪選考レース |
| 2012年8月12日 | ロンドンオリンピック     | 40位 | 2時間18分34秒 | 日本男子代表では2番目の成績                    |
| 2013年3月3日  | びわ湖毎日マラソン       | 5位  | 2時間09分06秒 | 世界陸上モスクワ大会選考レース                 |
| 2014年4月13日 | ウィーンマラソン         | 6位  | 2時間10分59秒 | 日本男子ではトップ                             |
| 2014年9月28日 | ベルリンマラソン         | 13位 | 2時間12分49秒 | 日本男子ではトップ                             |
| 2015年2月22日 | 東京マラソン2015         | 17位 | 2時間12分46秒 | 世界陸上北京大会選考レース                     |
| 2015年7月5日  | ゴールドコーストマラソン | 9位  | 2時間16分40秒 | .                                              |
| 2016年8月28日 | 北海道マラソン           | 10位 | 2時間17分08秒 | 現役選手として最後のフルマラソン出場           |